# Marcel Dettling
Marcel Dettling (Einsiedeln, 1 de febrero de 1981) es un agricultor y político suizo. Actualmente es presidente del Partido Popular Suizo (SVP) desde 2024 y miembro del Consejo Nacional Suizo por el SVP desde 2015. También sirvió como vicepresidente del Partido Popular Suizo a nivel federal desde 2022 hasta 2024, y anteriormente fue miembro en el Consejo Cantonal de Schwyz de 2008 a 2015.
En 2024, como sucesor de Marco Chiesa, se presentó como candidato único a la presidencia del SVP. Su elección tuvo lugar en la asamblea ordinaria del 23 de marzo de 2024 en Langenthal. Dettling se describe a sí mismo como conservador y es considerado parte del ala derecha del partido.